# 女狐
〈女狐〉（英：MEGITSUNE、日：メギツネ）是BABYMETAL在2013年6月19日發行的第五張單曲。也是從櫻花學院獨立後的首張音樂作品。

## 發行
2013年4月1日於網路上公布消息，2013年6月19日TOY'S FACTORY（BMD FOX RECORDS）正式發行，包括三種首批限量版《キ》版、《ツ》版、《ネ》版及普通版四種版本。首批限量版的DVD分別收錄2012年10月至2013年2月間舉行的專場公演「I、D、Z〜LEGEND」演唱會影像片段。此外，首批限量版內含演唱會參與資格的抽選券，當選者可參加2013年7月14日在東京都目黒鹿鳴館舉行的「狐狸祭」限定公演。

### 銷售成績
在日本公信榜中，以22000張銷售量登上週榜第7名。

## 封面設計
單曲封面的插圖是由導演田中紫紋設計，以櫻花為背景，化著狐狸妝的日本古裝女性背著樂器出嫁，畫面是一個新娘穿著喪服的錯亂感。加入了將Flying V吉他融合三味線、把衣服上的家紋變成魔法陣等BABYMETAL元素。

## 音樂類型
主打歌〈女狐〉
運用西洋的民謠金屬、金屬蕊與力量金屬，加入東洋的日本民族樂器太鼓與三味線，並融入江戶時代民謠〈櫻花〉等元素，是一首和洋折衷的音樂。它的主題是女權，為如大和撫子這樣的傳統女性發聲，歌詞提到「女人如戲子」、「臉上笑著 心裡卻痛哭著」。此曲錄製了36種不同版本後才定案發表。
普通版B面曲〈紅月-Akatsuki-〉
SU-METAL的獨唱曲。融合力量金屬、速度金屬以及X JAPAN式的敘事曲、雙吉他對位演奏法，被普遍認為是向X JAPAN的〈紅〉致敬。
首批限量版B面曲〈撒嬌大作戰〉
融合Limp Bizkit式的饒舌金屬、新金屬，Fred Durst的人聲音軌也在此曲出現。這是YUIMETAL與MOAMETAL雙人組合「BLACK BABYMETAL」的歌曲，但SU-METAL的和聲也有短暫出現。主題是小女孩向父親撒嬌購買物品。

## 音樂錄影帶
〈女狐〉的音樂錄影帶由多田卓也執導，影片在阿佐谷神明宮（阿佐ヶ谷神明宮）內的能樂殿拍攝。主要內容是三名成員與拿著和樂器的狐狸樂團，進行激烈的重金屬歌舞表演。2013年5月31日於YouTube官方頻道上傳了單曲發行預告片，內容是一隻葵花鳳頭鸚鵡聽到女主人播放〈女狐〉後開心甩頭的畫面，6月5日上傳了音樂錄影帶的官方影片，至2016年底累積的Youtube點播數是3600萬次。

## 現場表演

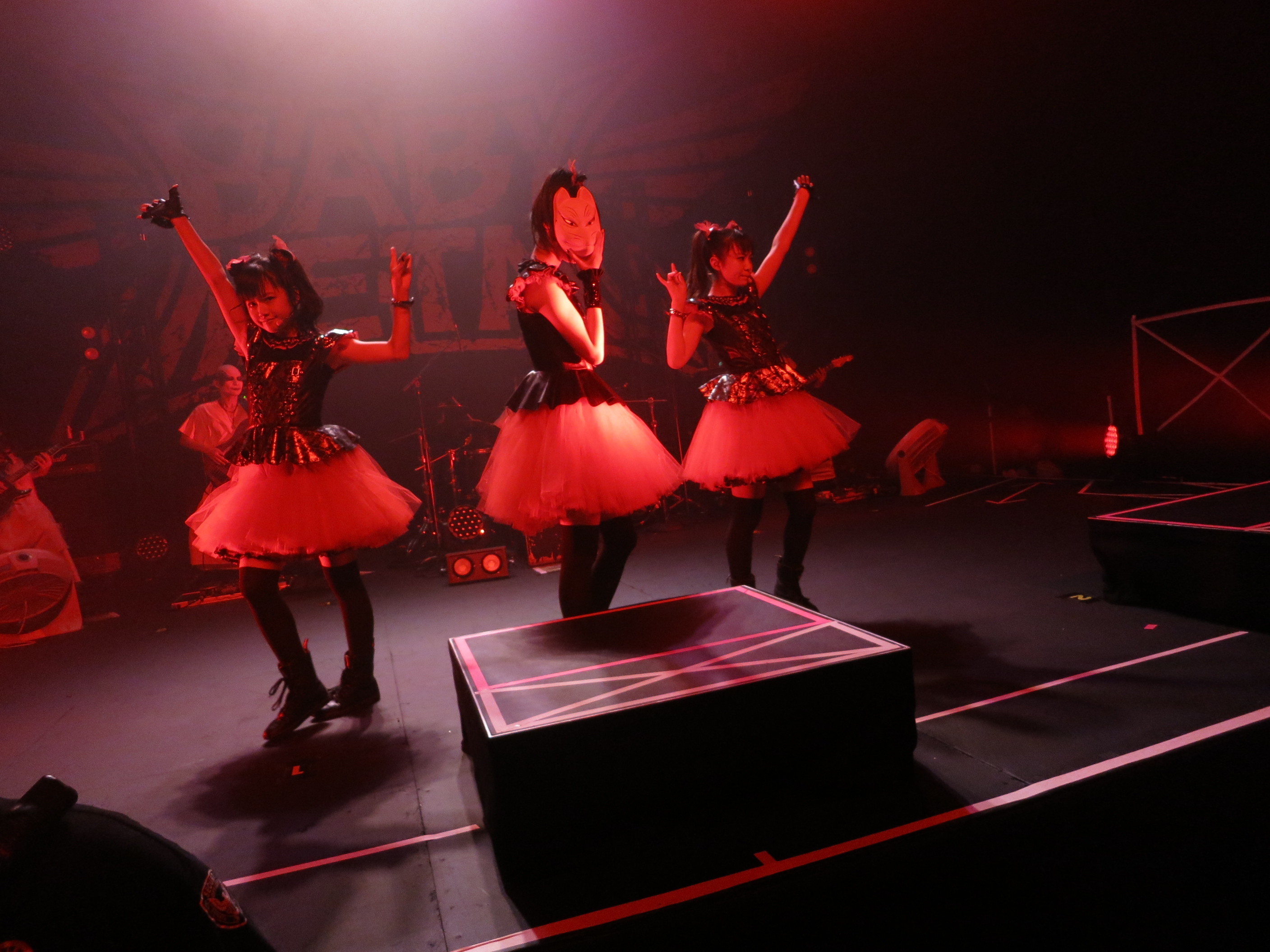
2014年〈女狐〉在英國現場演出中的情形，SU-METAL正拿著狐神面具遮臉，象徵傳統女性的防備武裝。

現場演出中除了主唱SU-METAL演歌式的唱法，副唱YUIMETAL與MOAMETAL在表情上也十分嚴肅，並有日本祭典舞蹈、化妝撲粉、面具遮臉等動作。
〈女狐〉的現場首演於2013年6月22日淘兒唱片澀谷店「『女狐』發行紀念 “狐仙”祈願奉納會＆迷你演唱會」上。
電視首演於2013年6月21日日本電視台的音樂節目「〜音樂龍〜」。之後在NHK綜合頻道7月16日播出的「MUSIC JAPAN ANNEX」亮相。
合作演出於2014年2月2日，在台灣台北的「完全櫻樂團 第壹團 重音偶像大對決」中，與台灣的金屬樂團閃靈同台演奏。
現場表演歌曲到一半時，固定會穿插SU-METAL拿狐神面具遮臉、高舉，然後在Breakdown結束的霎那將面具拋下舞台的橋段。

## 收錄內容

### 普通版

#### 實體・數位發行
1. 女狐
朝日放送「ハッキリ5〜そんなに好かれていない5人が世界を救う〜（日语：ハッキリ5〜そんなに好かれていない5人が世界を救う〜）」開播主題曲
2. 紅月-Akatsuki-
3. 女狐（Air Vocal ver.）
4. 紅月-Akatsuki-（Air Vocal ver.）

### 首批限量版《キ》版、《ツ》版、《ネ》版

#### CD
1. 女狐
2. 撒嬌大作戰

#### 首批限量版《キ》版 DVD
Live Clip 2012.10.6「I、D、Z〜LEGEND“I”」at Shibuya O-EAST
1. Overture〜心跳☆早晨
2. HeadBanger!!

#### 首批限量版《ツ》版 DVD
Live Clip 2012.12.20「I、D、Z〜LEGEND“D”SU-METAL聖誕祭」at AKASAKA BLITZ
1. BABYMETAL DEATH
2. 想和你一起看動畫 〜Answer for Animation With You

#### 首批限量版《ネ》版 DVD
Live Clip 2013.2.1「I、D、Z〜LEGEND“Z”」at Zepp Tokyo
1. Overture〜欺凌、絕對、不行
2. Catch me if you can

### 五月革命版

#### CD
1. 女狐
2. 女狐 -TEKINA Remix-
混音：DJ'TEKINA//SOMETHING

※非賣品，專場公演「BABYMETAL DEATH MATCH TOUR 2013 -五月革命-」（全4場公演）中發送的限量版，只贈送給購票者。

## 製作人員
- SU-METAL — 主唱
- YUIMETAL — 副唱
- MOAMETAL — 副唱
- KOBAMETAL（日语：KOBAMETAL） — 製作人
- MK-METAL — 作詞
- RYU-METAL — 作詞
- FUJI-METAL — 作詞
- NAKAMETAL — 作詞
- TSUBOMETAL — 作詞
- 中田カオス（日语：中田カウス・ボタン） — 作詞
- NORiMETAL — 作詞・作曲
- TSUBOMETAL — 作曲
- TEAM-K — 作曲
- Yuyoyuppe(ゆよゆっぺ) — 編曲
- KxBxMETAL — 編曲
- 教頭 — 編曲
- tatsuo（日语：tatsuo） — 編曲・吉他・貝斯
- Leda — 吉他
- Masatake Osato — 錄音
- Naoki Ibaraki — 錄音
- Seiji Toda — 混音
- Hironobu Takikawa — 混音

## 外部連結
- 預告片
  - YouTube上的BABYMETAL『メギツネ』-MEGITSUNE Special?! Trailer-
- 音樂錄影帶
  - YouTube上的BABYMETAL - メギツネ - MEGITSUNE (OFFICIAL)
- DISCOGRAPHY - BABYMETAL 官方網站
- DISCOGRAPHY（页面存档备份，存于） - TOY'S FACTORY 官方網站
- 6月19日發行「女狐」 封面、收錄曲、優惠情報發表DEATH！！ - 新聞 - BABYMETAL 官方網站

- BABYMETAL - 女狐歌詞（页面存档备份，存于）
- BABYMETAL - 紅月歌詞（页面存档备份，存于）
- BABYMETAL - 撒嬌大作戰歌詞（页面存档备份，存于）